# WKP 25 und 26
Die schmalspurigen Schlepptender-Dampflokomotiven 25 und 26 der Wyrzyskie Koleje Powiatowe (WKP, bis 1920 Wirsitzer Kreisbahn) wurden auf dem umfangreichen Schmalspurnetz als Güterzuglokomotiven eingesetzt. Sie wurden nach dem Zweiten Weltkrieg von den Polnischen Staatsbahnen (PKP) übernommen und zuerst als Px2 802 und 801, später als Px 27-775 und 774 bezeichnet.
Beide Lokomotiven waren bis 1976 im Einsatz. Während die Px27-774 1970 verschrottet wurde, wird die Px27-775 seit 1976 museal betreut. Die Lokomotive war zuerst im Eisenbahnmuseum Warschau und befindet sich jetzt im Schmalspurbahnmuseum Wenecja.

## Geschichte
Für die umfangreichen Kohle- und Zuckerrübentransporte und andere Güter benötigte die Wyrzyskie Koleje Powiatowe eine vierachsige Lokomotive mit größerem Vorrat. Grundlage war die 1926 gebaute PKP-Baureihe Tx26, die einen Wasser- und einen Kohlebehälter neben dem Kessel hatte, der bei dieser Schlepptenderlokomotive beibehalten wurde und der Erhöhung der Reibungskraft diente. Die Lokomotive konnte damit auch ohne Tender mit geringerer Reichweite verkehren.  1929 wurden zwei Lokomotiven von Fablok Chrzanów an die WKP geliefert, die als 25 und 26 bezeichnet wurden. Da die Fahrzeugerstausstattung gemeinsam mit der Bromberger Kreisbahn beschafft wurde, ist es kein Widerspruch, dass sie in Białośliwie stationiert wurde und schwere Güterzüge zur Zuckerfabrik in Nieżychowo fuhr.

### Px2-802 und 801 / Px27-775 und 774
1949 wurden beide Lokomotiven von den PKP übernommen und als Px2-802 und 801 bezeichnet, ab 1961 erhielten sie in der Reihenfolge ihrer Erstbezeichnung die Bezeichnung Px27-775 und 774. Die Px27-774 wurde 1970 ausgemustert und anschließend verschrottet. Die Px27-775 wurde 1976 aus dem Bestand genommen und dem Eisenbahnmuseum Warschau übergeben. Später kam sie in den Bestand des Schmalspurbahnmuseums Wenecja.

## Konstruktion
Die Zweizylinder-Nassdampflokomotive besaß Zylinder mit Kolbenschiebern. Auf dem Kessel saß der Dampfdom und ein Sandkasten. Ursprünglich hatte der Kessel eine Feuerbüchse aus Kupfer, während einer Instandsetzung im Ausbesserungswerk Nowy Sącz hat er eine stählerne Feuerbüchse erhalten.
Die Räder waren im einfachen Blechrahmen gelagert und mit Blattfedern oberhalb der Achslager abgefedert. Die erste und dritte Achse waren fest im Rahmen gelagert. Die zweite besaß ein seitliches Spiel von ±5 mm, die vierte von ±10 mm. Das ermöglichte der Lokomotive einen Kurvenradius von 30 m zu befahren. Die dritte Achse der Lok wurde angetrieben.
Die Lokomotiven waren mit einer Dampfbremse sowie einer Wurfhebelbremse ausgestattet. Die Bremsen wirkten auf eine gemeinsame Welle, von der die ersten drei Achsen abgebremst wurden. Ausgerüstet waren sie mit einer Balancierhebelkupplung. Der zweiachsige Tender besaß eine Handbremse. Anfangs hatten die Lokomotiven eine Petroleumbeleuchtung, nach dem Zweiten Weltkrieg wurde diese auf elektrische Beleuchtung mit Turbogenerator umgestellt.